# Organización Deportiva Centroamericana
La Organización Deportiva Centroamericana (ORDECA) es una entidad  que tiene como finalidad principal la organización de los Juegos Deportivos Centroamericanos.
Fue fundada el 15 de julio de 1972 por medio de una invitación del Comité Olímpico Guatemalteco  a los comités olímpicos de la región centroamericana para organizar un congreso extraordinario que daría nacimiento a la institución. La iniciativa contó con el apoyo del presidente Carlos Arana Osorio, y concurrieron las representaciones de Costa Rica, Guatemala, El Salvador, Honduras y Panamá. El primer presidente electo fue el guatemalteco Luis Canella Gutiérrez.
La ORDECA fue reconocida en el XXX congreso del Comité Olímpico Internacional que tuvo lugar en Múnich, Alemania, en ese mismo año; y la primera edición de los Juegos regionales se llevó a cabo en 1973 con sede en Guatemala.

## Miembros
- Belize Olympic and Commonwealth Games Association.
- Comité Olímpico de El Salvador.
- Comité Olímpico de Panamá.
- Comité Olímpico Guatemalteco.
- Comité Olímpico Hondureño.
- Comité Olímpico Nacional de Costa Rica.
- Comité Olímpico Nicaragüense.